# Дејан В. Гоцић
Дејан В. Гоцић (1. фебруар 1972) je српски глумац, познат је по улогама 12 речи, Бележница професора Мишковића и Кљун.

## Биографија
Рођен је 1. фебруара 1972. године у Нишу. Дипломирао је на Академији за филмску и позоришну уметност „Крсто Сарафов” у Софији на одсеку Глума и луткарство у класи професора Боње Лунгова. Диплому, стручни назив и степен студија је признао Факултет драмских уметности Универзитета уметности у Београду. После положене аудиције 2002. године је постао стални члан ансамбла Позоришта лутака Ниш.
Одиграо је низ улога у Академском позоришту СКЦ Ниш, на Сцени оф театра Трећа Половина и око двадесетак улога у Народном позоришту у Нишу. Добитник је колективних глумачких награда и награда за анимацију. Од самосталних награда и признања је добио награду за глумачко достигнуће за улогу Шеширџије у представи Алиса у земљи чуда 2018. године, награду за глумачко остварење и анимацију за улогу Шеика у представи Силвестерово блого благо 2012. и годишњу награду за уметничко достигнуће Позоришта лутака Ниш 2011. Глумио је у серијама Синђелићи, Ургентни центар, Бележница професора Мишковића, Породица, Кљун, Игра судбине, Нечиста крв, Александар од Југославије, Сенке над Балканом, Дрим тим, Феликс и друге. У Позоришту лутака Ниш је режирао представе Новогодишња авантура и Бајковизија, а луткарску представу Паткица Жуткица у сарадњи са колегом Томом Бибићем. Режирао је оперету Служавка господарица у сарадњи са Факултетом уметности Универзитета у Нишу и Трећи светски рат у сарадњи са Миксер Хаусом у Београду.
У оквиру сарадње Позоришта лутака Ниш је режирао јавно читање комада Оно када је нестао и 2.14 ч. Аутор је костима за око четрдесет представа, међу којима су Херострат, мјузикл Цигани лете у небо, оперета Слепи миш и опера Севиљски берберин, свих нишких позоришта, а на седам иностраних и домаћих фестивала је носилац награда за најбољу костимографију. Један је од оснивача и селектор Првог и Другог фестивала дечјих и омладинских представа ДОПС у Јагодини.
Добитник је Специјалне награде за свеукупни допринос фестивалу и неговању драмског стваралаштва у целини.
Аутор је неколико изложби позоришног костима у сарадњи са Народним позориштем у Нишу. Члан је Управног одбора УНИМА центра Србија. Био је директор Позоришта лутака Ниш од септембра 2012. до октобра 2013. године.